# Меццанего
Меццанего, Меццанеґо (італ. Mezzanego, ліг. Mezànego) — муніципалітет в Італії, у регіоні Лігурія,  метрополійне місто Генуя.
Меццанего розташоване на відстані близько 380 км на північний захід від Рима, 36 км на схід від Генуї.
Населення — 1586 осіб (2014).
Щорічний фестиваль відбувається 16 серпня. Покровитель — san Rocco.

## Демографія
Населення за роками:

Станом на 1 січня 2023 року в муніципалітеті офіційно проживало 168 іноземців з 28 країн, серед них 29 громадян країн Євросоюзу та 15 громадян України.

## Сусідні муніципалітети
- Борцонаска
- Караско
- Не
- Сан-Коломбано-Чертенолі
- Торноло